# Inscription bilingue

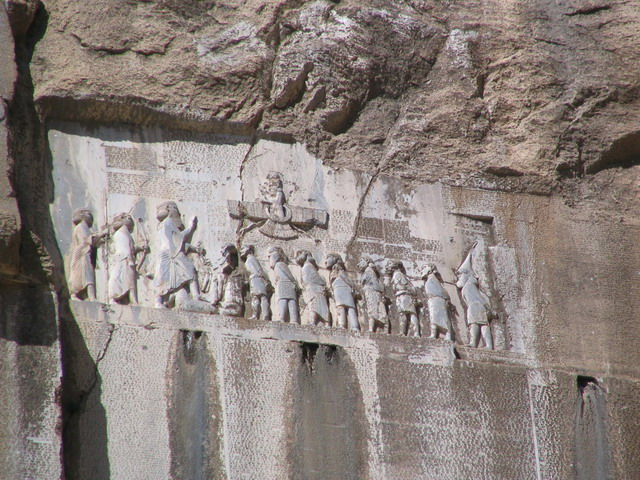
Inscription multilingue de l'époque de Darius Ier

Une inscription bilingue est, en épigraphie, une inscription existant en deux langues (une inscription trilingue concerne trois langues, etc.). De telles inscriptions sont importantes pour déchiffrer d'anciens systèmes d'écriture.

## Exemples
Parmi les inscriptions multilingues :
- la pierre de Rosette est une inscription bilingue (égyptien ancien et grec ancien) qui comporte trois écritures : hiéroglyphes égyptiens et démotique pour l'égyptien d'une part, et grec ancien d'autre part. Elle a joué un rôle crucial dans le déchiffrement des hiéroglyphes égyptiens.
- l'inscription de Behistun (vieux-perse, élamite et akkadien)
- l'obélisque de Xanthe (grec ancien, lycien et milyen)
- la stèle trilingue de Létoon (lycien, grec ancien et araméen)
- l'inscription trilingue de Zabad (syriaque, grec ancien, arabe ancien)
- les inscriptions de Karatepe (phénicien et hiéroglyphes hittites)
- la stèle d'Amathus (étéocypriote et grec ancien)
- les lamelles de Pyrgi (étrusque et phénicien)
- la stèle de Kaunos (carien et grec ancien)
- Relación de las Cosas de Yucatán de Diego de Landa (écriture maya et espagnol)
- Inscription sur le mausolée de Dougga (écriture libyque et punique).